# カプコン バーサス エス・エヌ・ケイ ミレニアムファイト 2000
『カプコン バーサス エス・エヌ・ケイ ミレニアムファイト 2000』（カプコン バーサス エス・エヌ・ケイ ミレニアムファイト ツーサウザンド、CAPCOM VS. SNK MILLENNIUM FIGHT 2000）は、2000年8月18日にカプコンがリリースした2D対戦型格闘ゲーム。

## 概要
カプコンとSNKのクロスライセンス契約によるプロジェクト「SNK VS. CAPCOM」の通算第3弾であり、カプコン製作の『CAPCOM VS. SNK』シリーズとしては第1作となる。製作発表当初は仮題が『SNK VS. CAPCOM（仮）』とされており、後に「CAPCOM」を前にした『CAPCOM VS. SNK MILLENNIUM FIGHT 2000』というタイトルに決定した後も、公式サイトでは「SNK VS. CAPCOM from CAPCOM」とも表現されていた。
略称は主に「カプエス」だが、続編『CAPCOM VS. SNK 2 MILLIONAIRE FIGHTING 2001』の発売後は区別のために「カプエス1」と呼ばれることも多い。
翌2001年にはバランスを調整した『カプコン バーサス エス・エヌ・ケイ ミレニアムファイト 2000 PRO』（カプコン バーサス エス・エヌ・ケイ ミレニアムファイト ツーサウザンド プロ）も発売されている。便宜上、本項目では初期版を『2000』、調整版を『PRO』と略記する。
家庭用ゲーム機へはドリームキャスト（『2000』『PRO』とも）とPlayStation（『PRO』のみ）へ移植された。

## システム
操作は1レバー+4ボタン（パンチ・キックの弱・強）。1 - 4人のキャラクターでチームを構成し、チーム同士で勝ち抜き戦を行う。ラウンド終了後、敗れた側は次のキャラクターに交代し、勝った側は若干体力が回復した状態で引き続き戦う。相手チームの全員を倒した側が勝利となる。
通常投げと投げ抜け
相手近くでレバーを入れた状態に強パンチor強キックを入力すると『ストリートファイターZERO3』同様の掴みモーションが発生し、この時に相手が投げ間合いにいれば投げが発動する仕様となっている。投げが成立するまではわずかに予備動作が生ずるため、タイミング次第では相手の技に潰される。なお、パンチボタン投げとキックボタン投げでは前者の方が若干掴み判定の発生が速いという特徴がある。相手を掴めなかった場合、スカりモーションが発生して大きな隙が生ずる。
通常投げで掴まれてから投げに移行するまでのごく短い間に、受けた側が通常投げと同じコマンドを入力すると、投げ抜けが発生し、お互い間合いが離れて仕切り直しとなる。本シリーズでは昇龍拳の着地のスキなどで掴まれても、投げ抜けが可能となっている。ただし、空中投げとコマンド投げに対しては投げ抜けはできない。

### グルーヴ（GROOVE）
グルーヴとは、異なるゲーム同士の対戦を実現するためのシステムである。プレイヤーはキャラクター選択前にCAPCOMグルーヴ・SNKグルーヴのどちらかを選択し、それによってキャラクターの特性が決定される。各グルーヴには以下の特徴がある。
CAPCOMグルーヴ
攻撃などの行動によってスーパーコンボレベルゲージが徐々に溜まっていき、一定量溜まるとこれを消費してスーパーコンボという強力な必殺技を発動できる。溜まり具合によってレベルが1 - 3の3段階に分けられ、レベルが上がるごとに攻撃力と防御力が上がり、より強力なスーパーコンボが使用可能になる。スーパーコンボを使用する際にボタンの種類でレベルを指定可能（弱でLv1、強でLv2、弱強同時押しでLv3）。『ストリートファイターZERO3』のZ-ISMに近い。
SNKグルーヴ
エキストラゲージと呼ばれるゲージがあり、こちらは攻撃では溜まらない代わりにゲージ溜めという行動を取って任意に溜められる。これが上限まで溜まる（MAX状態）と、一定時間攻撃力がアップすると共に、ゲージを全て消費して超必殺技を発動できる。また、体力が一定以下になると常時超必殺技が使えるようになり、体力が一定以下かつエキストラゲージがMAX状態だとMAX超必殺技（Lv3スーパーコンボに相当）という、さらに強力な必殺技を発動できる。『ザ・キング・オブ・ファイターズ '98』のEXTRAモードに近い。
グルーヴはキャラクターの出自にかかわらず選択でき、例えばSNKグルーヴのリュウやCAPCOMグルーヴの京なども使用可能。選択したグルーヴによってキャラクターのイラストの画風が各社風のものに変化し、CAPCOMグルーヴのSNKキャラクターは西村キヌ・CAPCOMキャラクターはイケノ、SNKグルーヴのCAPCOMキャラクターは森気楼・SNKキャラクターはBENGUSがそれぞれイラストを担当している。また、PlayStation版『PRO』のみグルーヴに関係なく、CAPCOMキャラクターはSNK絵、SNKキャラクターはCAPCOM絵になる。

### レシオ（RATIO）
各キャラクターにはその格を表すレシオ（英語で「比率」「割合」の意）と呼ばれる1 - 4の数値が設定されており、プレイヤーセレクトではレシオの合計が4になるようにメンバーを選択する。レシオの高いキャラクターほど攻撃力と防御力が高くなる。なお、レシオは合計が必ず4になるようにチームを組まなければならず、レシオの合計が4より少ない人数でチームメンバーを編成できない。
大まかな傾向としては、
- レシオ1 - 女性キャラクターなど線の細い身軽なイメージがあるキャラクター、設定上未熟とされるキャラクター
- レシオ2 - リュウ、ケン、京、テリー、リョウなどの主人公格や、その他原作のゲームでも一通りの技（主に飛び道具、突進技、対空技）を持つキャラクター
- レシオ3 - サガット、ベガやギース、ルガールなど原作のゲームでボスとして登場するキャラクター
- レシオ4 - 暴走キャラクター、豪鬼

となっている。
なお、隠し要素であるペアマッチモードでは全員のレシオが2に統一され、2人を選択する。

## シークレットファクター
家庭用のオリジナル版（『2000』）において、シークレットファクター（隠し要素）を出現させるには、各モードをプレイして「VSポイント」を入手し、それをシークレットモードで支払い購入する必要がある。購入できるシークレットファクターは以下の通り。
エキストラカラー
通常4種類のキャラクターカラーに、新規に4種類追加される。追加分はキャラクター選択時にボタン同時押しで選択可能。キャラクターごとにそれぞれ購入する。
エキストラキャラクター
別性能の同名キャラクターが追加される。キャラクターごとに購入する必要があり、スタートボタンを押しながらキャラクターを選択すると使用できる。リュウ、八神庵はそれぞれ殺意の波動に目覚めたリュウ、ツキノヨルオロチノチニクルフイオリがエクストラキャラクターにあたる。
シークレットキャラクターの豪鬼、モリガン、ナコルルおよび『PRO』追加キャラクターのダン、ジョーには存在しない。
乱入キャラクター
CPU戦で、条件により豪鬼、モリガン、ナコルルが乱入してくるようになる。それぞれ個別に購入する。この3人をシークレットキャラクターとして購入するには、先に乱入キャラクターを購入しておく必要がある。
エキストラステージ
CPU戦専用のステージがVSモードとトレーニングモードで選択できるようになる。あらかじめそのステージをCPU戦で出しておく必要があり、それぞれ個別に購入する。
ペアマッチモード
上記のペアマッチモードを選択できるようになる。
キャラクターRATIOセレクト
レシオを任意に振り分けられるモードを選択できるようになる。
懐かしのテーマ曲
ステージごとのBGMがカプコン・SNKそれぞれの過去作のものになる。オプションモードで切り替え可能。
シークレットキャラクター
豪鬼、モリガン、ナコルルがそれぞれ使用可能になる。
RUN&DASH
オプションモードでダッシュの仕様を変えられるようになる。通常は一定距離を進むDASHだが、RUNにすると方向キー入れ続けで走り続けるようになる。

## エディットモード
家庭用ゲーム機版に搭載。パレットに仕様上の制限があるものの、使用キャラクターのカラーリングを好きなように変更できるようになっている。作成したオリジナルカラーは、ビジュアルメモリを介してアーケード版でも使用が可能（詳細は後述）。

## アーケード版とドリームキャスト版やネオジオポケット版との連動
アーケード版はシステム基板として、NAOMIを使用している。そのため、『2000』ではビジュアルメモリを介してアーケード版とドリームキャスト版が連動されており、VSポイントの効率的な獲得の他、ドリームキャスト版で作成したオリジナルカラーのキャラクターをアーケード版で使うことも可能となっている。
また、ドリームキャスト版はネオジオポケットカラー用ソフトである『頂上決戦 最強ファイターズ SNK VS. CAPCOM』からもVSポイントを受け取れる。
なお、『PRO』ではこれらの連動要素は削除されたが、ドリームキャスト版では『2000』からのオリジナルカラーの移行や、『2000』のシークレットファクターの強制出現が可能となっている。

## 登場キャラクター
キャラクター名の後の数値はそのキャラクターのレシオ。
なお、カプコン側キャラクターのほとんどは『ストリートファイターZERO』『ヴァンパイア』からドット絵を流用している。リュウ（殺意の波動に目覚めたリュウ含む）、ケン、ベガ、豪鬼、ダンは本シリーズで新規に描き下ろされている。

### カプコン側
リュウ (2)
ケン (2)
ノーマル - 『ストリートファイターZERO3』に近い仕様
EX - 『スーパーストリートファイターII X』に近い仕様。
春麗 (2)
ノーマル - 『スーパーストリートファイターII X』に近い仕様。
EX - 『ストリートファイターII'』に近い仕様。
ガイル (2)
ノーマル - 『ストリートファイターZERO3』に近い仕様。本シリーズ独自のスーパーコンボもある。
EX - 『スーパーストリートファイターII X』に近い仕様。
ザンギエフ (2)
ノーマル - 『ストリートファイターZERO3』に近い仕様。
EX - 『ストリートファイターII' TURBO』に近い仕様。
ダルシム (1)
ノーマル - 『ストリートファイターZERO3』のZ-ISMに近い仕様。
EX - 『ストリートファイターZERO3』のX-ISMに近い仕様。
エドモンド本田 (2)
ノーマル - 『ストリートファイターZERO3』に近い仕様。
EX - 『スーパーストリートファイターII X』に近い仕様。
ブランカ (1)
ノーマル - 『ストリートファイターZERO3』に近い仕様。ただしスーパーコンボは本シリーズオリジナル。
EX - 『ストリートファイターII'』に近い仕様。
マイク・バイソン (2)
ノーマル - 『スーパーストリートファイターII X』に近い仕様。
EX - 『ストリートファイターII'』に近い仕様。
CPU戦では、ボスがベガの場合にベガ戦の直前にのみ登場。
バルログ (3)
ノーマル - 『ストリートファイターZERO3』に近い仕様。
EX - 『スーパーストリートファイターII X』に近い仕様。
サガット (3)
ノーマル - 『ストリートファイターZERO』シリーズに近い仕様だが、スーパーコンボが打撃技のみ。
EX - 『ストリートファイターII' TURBO』に近い仕様で、飛び道具のスーパーコンボが加わっている。
ベガ (3)
ノーマル - 今作オリジナルの仕様。
EX - 『スーパーストリートファイターII X』に近い仕様。
春日野さくら (1)
ノーマル - 各種必殺技がアレンジされた、今作オリジナルの仕様。
EX - 『ストリートファイターZERO』シリーズと同様の仕様。
キャミィ (1)
ノーマル - 『スーパーストリートファイターII X』に近い仕様。
EX - 『ストリートファイターZERO3』で追加された技が入っている、今作オリジナルの仕様。
殺意の波動に目覚めたリュウ  (4)
隠しキャラクター。『2000』ではCPUとしては登場しない。『PRO』ではモリガン乱入条件を満たした際に、25%の確率で差し替えられる。
モリガン・アーンスランド（2、『PRO』のCPU乱入時はレシオ4）
隠しキャラクター。一定条件で乱入キャラクターとして登場。
豪鬼 （4）
隠しキャラクター。『2000』『PRO』とも、一定条件を満たすと本来の最終ボス（ベガまたはギース）と差し替えられる。『PRO』ではCPUキャラクターの場合、「斬空波動拳」を2連発で撃ってくる。
ダン (1)
『PRO』追加キャラクター。

### SNK側
草薙京 (2)
ノーマル - 『ザ・キング・オブ・ファイターズ '98』に近い仕様。毒咬み（派生技含む）は使えない。
EX - 『ザ・キング・オブ・ファイターズ '95』に近い仕様。
紅丸との対戦時のみ（ステージにもよるが）背景に大門五郎が現れる。
八神庵 (2)
テリー・ボガード (2)
ノーマル - 『餓狼伝説』シリーズに近い仕様。『餓狼 MARK OF THE WOLVES』での超必殺技も追加されている。
EX - 『ザ・キング・オブ・ファイターズ '96』〜『ザ・キング・オブ・ファイターズ '98』に近い仕様。「ライジングタックル」は使えない。
リョウ・サカザキ (2)
ノーマル - 『龍虎の拳』シリーズでのものに近い仕様。
EX - 『ザ・キング・オブ・ファイターズ '96』以降に近い仕様。
不知火舞 (2)
ノーマル - 『餓狼伝説』シリーズに近い仕様。
EX - 『餓狼伝説』の技と『ザ・キング・オブ・ファイターズ』シリーズの技が追加された、本作オリジナルの仕様。
キム・カッファン (2)
ノーマル - 『餓狼伝説』シリーズに近い仕様。本シリーズオリジナル技として「構え」がある。
EX - 『ザ・キング・オブ・ファイターズ』シリーズに近い仕様。
ギース・ハワード (3)
ノーマル - 『餓狼伝説』シリーズに近い仕様。
EX - 『ザ・キング・オブ・ファイターズ '96』に近い仕様。
山崎竜二 (3)
ノーマル - 『餓狼伝説』シリーズに近い仕様。
EX - 『ザ・キング・オブ・ファイターズ 』シリーズに近い仕様。
春麗との対戦時、開始前デモでホンフゥが登場する。
ライデン (2)
ノーマル - 『餓狼伝説スペシャル』のビッグ・ベアに近い仕様。本シリーズオリジナルの打撃必殺技などもある。
EX - 本作オリジナルの仕様。対空投げと打撃超必殺技がある。
ルガール・バーンシュタイン (3)
ノーマル - 『ザ・キング・オブ・ファイターズ '98』の通常のルガールに近い仕様。
EX - 『ザ・キング・オブ・ファイターズ '98』のオメガ・ルガールをアレンジした仕様。
『ザ・キング・オブ・ファイターズ '94』のように、上着を着用したまま戦う。
バイス (1)
ノーマル - 必殺技に投げ技が多い。
EX - 必殺技に打撃技が多い。
ルガールとの対戦時は、開始前デモでマチュアも登場する。本シリーズ独自の必殺技もある。
二階堂紅丸 (1)
ノーマル - 『ザ・キング・オブ・ファイターズ '94』に近い仕様。本シリーズ独自の超必殺技もある。
EX - 『ザ・キング・オブ・ファイターズ '98』に近い仕様。
対戦相手が男か女かで挑発のモーションが変わる。
ユリ・サカザキ (1)
ノーマル - 『ザ・キング・オブ・ファイターズ '96』以降に近い仕様。
EX - 『龍虎の拳』シリーズに近い仕様。
キング (1)
ノーマル - 『ザ・キング・オブ・ファイターズ 』シリーズに近い仕様。
EX - 『龍虎の拳』シリーズに近い仕様。
ツキノヨルオロチノチニクルフイオリ （4）
『2000』ではCPUとしては登場しない。本シリーズオリジナルの超必殺技がある。『PRO』ではナコルル乱入条件を満たした際に、25%の確率で差し替えられる。
ナコルル（2、『PRO』のCPU乱入時はレシオ4）
隠しキャラクター。一定条件で乱入キャラクターとして登場。
ジョー・ヒガシ (1)
『PRO』追加キャラクター。『餓狼伝説』シリーズに比べると技数が少ない。

## ステージ
カプコン・SNK両社ともに、いくつかのステージは大阪府に実在する場所となっている。
朱雀城南門前
『ストリートファイターII』などでのリュウステージ・朱雀城の城門。
アユタヤ遺跡
『ストリートファイターII』のサガットステージで見られた、涅槃仏像のあるタイの史跡。空が夕焼けに染まっている。
メトロシティ
『ファイナルファイト』の舞台となった都市の裏路地。
阪神高速道路
交通事故の現場。対戦開始前にはレーシングゲーム風の画面で事故を起こすデモが挿入される。
大陸横断鉄道
『餓狼伝説2』でのテリーステージを彷彿とさせる貨物列車上。
パオパオカフェ
『餓狼伝説』でリチャード・マイヤが経営するレストラン。
サカザキ道場新日本支部
建設中の極限流空手の道場。対戦中にダメージを受けて次第に壊れていく。背景にはタクマ・サカザキとエッジがいる。また左側端からは向かいのコンビニ「ソンソン」が見える。
江坂ネオジオランド
KOFシリーズの背景にも登場するSNK直営のゲームセンター前。
通天閣本通り
観客でごった返している大阪の街中。
唯一「懐かしのテーマ曲」でBGMが切り替わらない。
以下は通常CPU戦専用で、エキストラステージを購入すると使用可能になる。
シャドルー地下研究所
対ベガ戦でのステージ。背景中央のスクリーンには使用中のキャラクターの分析データが表示される。
ギースタワー最上階
対ギース戦でのステージ。
アーンスランド城内
対モリガン戦のステージ。
カムイコタン
対ナコルル戦のステージ。雪深い丘の上。
啜ノ谷
対豪鬼戦のステージ。
アユタヤ遺跡2
エキストラステージを購入するとCPU戦でランダムで出現するようになる（購入した数が多いほど出現確率が上がる）。涅槃仏像が消え、空が紫色に染まっている。

## スタッフ
- プランナー：伊津野英昭、Ichinose Pawer（一瀬泰範）、村田治生、大沼友紀、ONI-SUZUKI（鈴木良太）、NEO-G（石澤英敏）、TAKECYAN（谷口岳史）、BURUMA (KOJIMAX)（小嶋慎太郎）
- プログラマー：横山顕広、BATAYON、HARD・YAS-DARKSIDE（原田康則）、HYPER SHINCHAN（山崎慎一郎）、KAW・TLD（川瀬学）、KNIGHT RIDER GIU、秋山幸平、森田久美子、SENOR（廣瀬紀生）、SAILOR、上野智弘、三上陽司、川村優子
- タイトルデザイン：SHOEI（岡野正衛）
- イラストレーション
  - カプコンイラストレーター：西村キヌ、NAKATA YOSITO、RB、大ちゃん、ハルマル、YAMADA TAKAMASA
  - SNKイラストレーター：森気楼
- インストラクションカードデザイン：SAKOMIZU（迫水新一郎）
- オブジェクトデザイン：BALL BOY、Chimorin Shogun（千本啓五）、ERI KIMO（中村会里）、G・Kamina（上水口真司）、高田英哉、平野大地、Hiro, 五十嵐仁、IKUSAN・Z（中山郁夫）、IZUMI-NO、井川純、KAERU、KANAME（藤岡要）、KIMO KIMO（木本壮紀）、NAKAMOTO、Narancia（奈良裕之）、西村マサル、mamagorou、佐藤正嗣、AKIZUKI MICHIRU、MIWA SAKAGUCHI、MIZUHO（陰山みずほ）、PELIKO FUZII（藤井紀秀）、RIN BOKU、TAGIRIN、大島達也、TOMO（神戸知典）、大住智彦、TOMOMALL、鈴木俊宏、Tsuyoshi（長山剛士）、WHO、YANO、秋田喜彦、Yoshihiro Goda、山本義紀、中村洋平
- エフェクトデザイン：ANZ、D.KURITA、RINBOKU、TAKEP
- バックグラウンド：今堀弘之、中塚由美子、岩井千佳、西村芳雄、森崎智恵、斎藤綾、TAKAKO NAKAMURA、TANOPU（田上陽一）、YASUHIRO YAMAMOTO、新山直子、梶田正典
- ミュージックコンポーズ：伊瀬聡
- サウンドデザイン：遠藤正之、伊瀬聡
- レコーディングエンジニア：瀧本和也
- SNKスタッフ：足立靖、でぐちゆきひろ、AKIRA KONISHI、楠本征則、白井影二、TONKO、HIRO、TOYOCHAN（田辺豊寿）
- プロデューサー：須藤克洋
- ゼネラルプロデューサー：船水紀孝
- エグゼクティブプロデューサー：岡本吉起
- ネットワーク：SHIN.（上山真一）、NETMAN、弓手一良、MINEYUKI NODA、KENTARO KANEKO
- スペシャルサンクス：Shaky Akitomo（秋友克也）、近藤広明、Jim Miyamoto、Blackbelt Hayashi、H Sugiura、Ryuji Kida、K Shouno、白岩卓也、ABU TAKEMURA、KAORI FUNAKOSHI、三須康至、HIROAKI WATANABE、NUKI、BAS (M・P)、TKO、BOMITO (OGATA)、ZERO （B・M)、DEN (I・S)、JOE

## 関連商品
書籍
- 『CAPCOM VS. SNK ミレニアムファイト2000 公式キャラクターブック』エンターブレイン、2000年10月13日発行。
- 『CAPCOM VS. SNK ミレニアムファイト2000 公式ガイドブック』エンターブレイン、2000年12月6日発行。

CD
- 『CAPCOM VS. SNK MILLENNIUM FIGHT 2000 ORIGINAL SOUNDTRACK』セルピュータ、2000年9月20日発売。

## 評価
PlayStation版『PRO』はレビュー集計サイトMetacriticで「平均」、ドリームキャスト版は「好評」の判定を受けた。日本ではコンソール版と『PRO』はファミ通クロスレビューでは30/40だった。
ドリームキャスト版『PRO』はファミ通DCクロスレビューでは8、7、7の22点。レビュアーはバランスがよく、細部まで見直されていること、シンプルなシステム、各要素が最初から解禁されていて対人のため練習にもってこい、安価な値段、ダンのグラフィックが完全新描き起こしであることを賞賛、前作を持っている人は『CAPCOM VS. SNK 2』まで待ってもいいかもしれないとした。